# Gibibyte
Gibibyte (GiB) är en informationsenhet som motsvarar 1 073 741 824 (230 = 10243) byte. Namnet kommer av det binära prefixet gibi (Gi) och byte (B). Enheten ingår inte i SI, men däremot i IEC.
Gibibyte är relaterat med enheten gigabyte, som antingen definieras som en gibibyte eller en miljard byte. Gibibyte kan användas istället för gigabyte när man vill specificera 230 byte, för att undvika tvetydighet bland de olika värdena av gigabyte.